# はくちょう座V1478星
はくちょう座V1478星(MWC 349)は、はくちょう座の変光星で、ハービッグBe型の連星である。いくつかの特徴でこの連星は知られている。

## 概要
主星のAと伴星のBの関係は弱く、離角は2.4秒。
主星は原始惑星系円盤に囲まれており、これが主星からの放射熱によって蒸発していると考えられている。それにより観測されている姿は主星そのものではなく、原始惑星系円盤であると考えられている。原始惑星系円盤は、12天文単位の距離まで広がっていると考えられている。
誕生から僅か1000年ほどしか経過していないと考えられている。
主星Aは、ハービッグBe型としては数少ない強力な電波源である。既知の天体としては唯一の水素メーザーであると考えられている。既存の天体としては唯一の水素による高出力の天然赤外線レーザーであると考えられている。